# Evgueni Galperine

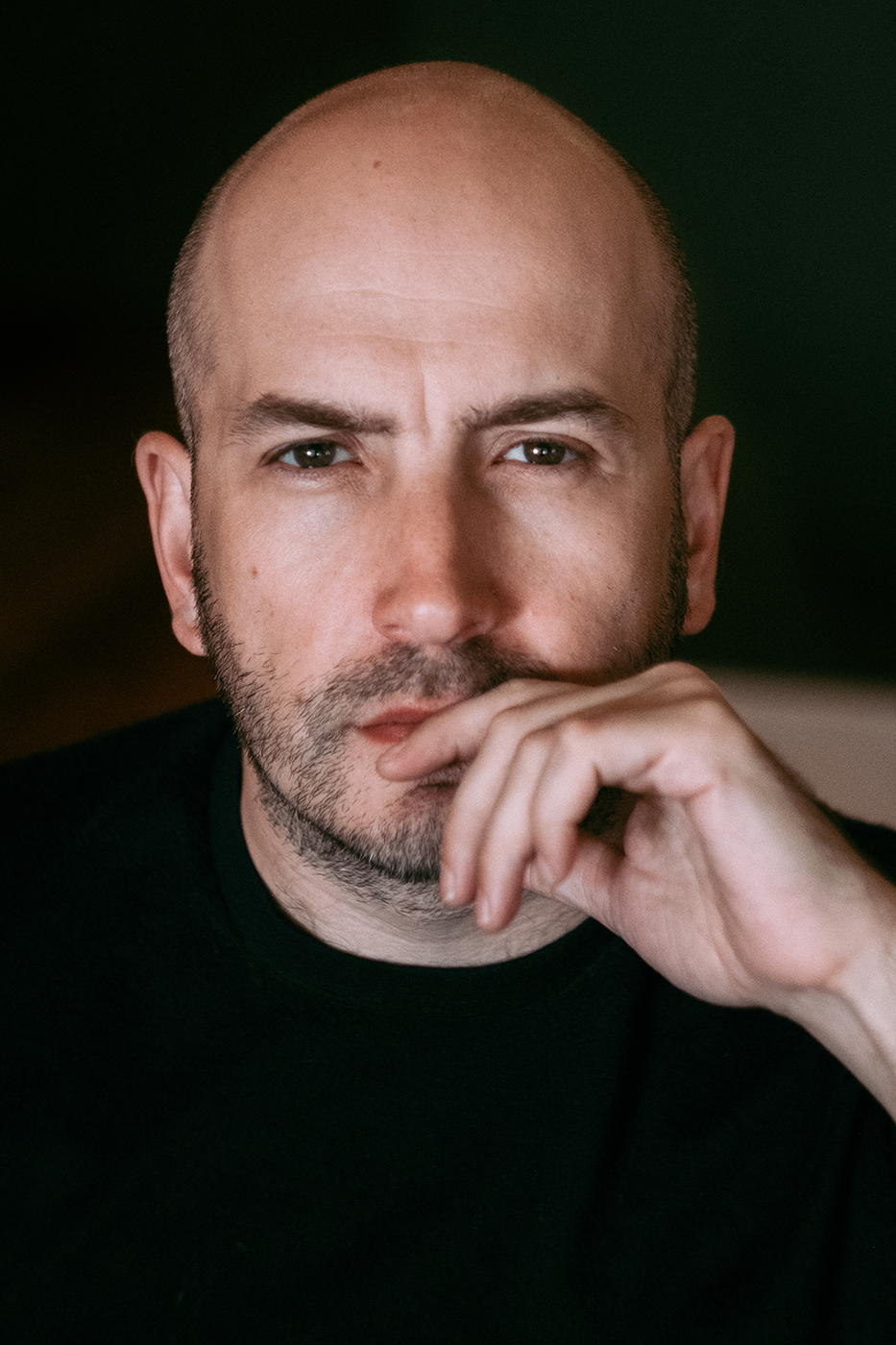
Evgueni Galperine (2024)

Evgueni Galperine (Geburtsname russisch Евгений Юльевич Гальперин Jewgeni Juljewitsch Galperin; * 1974 in Čeljabinsk, Sowjetunion) ist ein französisch-russischer Filmkomponist.

## Leben
Evgueni Galperine wurde als Sohn des russischen Komponisten Juli Galperin in Čeljabinsk geboren, wo er seine Kindheit verbrachte. 1983 zog die Familie nach Moskau, wo er u. a. am Gnessin-Institut studierte, an dem sein Vater die Fächer Klavier und Komposition unterrichtete. Als er 16 Jahre alt war, übersiedelte die Familie nach Frankreich. Sein Kompositionsstudium setzte er am Konservatorium von Boulogne-Billancourt fort. Im Jahr 2000 erhielt er die Zulassung zum Studium am Conservatoire national supérieur de musique et de danse in Paris, wo er Musiktheorie und Komposition studierte.
Evgueni Galperine komponiert hauptsächlich Musik für Kino- und Fernsehfilme. Seit seinem ersten Film im Jahr 1999 hat er die Musik für rund 85 Filme, die meisten davon in Zusammenarbeit mit seinem jüngeren Bruder Sacha Galperine komponiert.
Galperine hat in seiner Karriere 6 Filmpreise, darunter den Europäischen Filmpreis 2017 gewonnen und wurde für 14 weitere nominiert.
2022 wurden Evgueni und Sacha Galperine mit dem Grand Prix SACEM de la musique pour l'image ausgezeichnet.

## Diskografie
- 2020/2021: Theorie of Becoming. Mit Sergei Nakariakov (Trompete), Sebastien Hurtaud (Cello), Maria Vasyukova (Gesang), Evgueni Galperine  (Electronics). Label ECM New Serie[3]

## Filmografie (Auswahl)
- 1999: Santa’s Special Delivery (Fernsehfilm)
- 2004: Immer nur ihn (La dérive des continents, Fernsehfilm)
- 2005: Fratricide – Brudermord (Fratricide)
- 2007: Der Fuchs und das Mädchen (Le renard et l’enfant)
- 2009: Die Stadt der Roma (La cité des roms, Fernsehfilm)
- 2009: Cœur Animal (Coeur animal)
- 2010: Nachtblende (L’homme qui voulait vivre sa vie)
- 2011: L’envahisseur
- 2011: Carré blanc
- 2011: Eva
- 2012: Männer und die Frauen (Les infidèles)
- 2012: The Lookout – Tödlicher Hinterhalt (Le guetteur)
- 2013: Le passé – Das Vergangene (Le passé)
- 2013: Malavita – The Family (The Family)
- 2013: Eine ganz ruhige Kugel (Les Invincibles)
- 2014: Madame Bovary
- 2014: Verstehen Sie die Béliers? (La famille Bélier)
- 2015: French Hitman – Die Abrechnung (La Résistance de l’air)
- 2015: Red Sniper – Die Todesschützin (Bitva za Sevastopol)
- 2016: The Whole Truth – Lügenspiel (The Whole Truth)
- 2016: The Jews (Ils sont partout)
- 2016: Voll verkatert (Nine Lives)
- 2016, 2020: Baron Noir (Fernsehserie, 12 Episoden)
- 2017: The Wizard of Lies – Das Lügengenie (The Wizard of Lies)
- 2017: Loveless (Нелюбовь)
- 2018: The Harvesters (Die Stropers)
- 2019: Gelobt sei Gott (Grâce à Dieu)
- 2019: Bohnenstange (Дылда)
- 2019: Corpus Christi (Boze Cialo)
- 2019: Marie Curie – Elemente des Lebens (Radioactive)
- 2019: Bon Voyage – Ein Franzose in Korea (#Jesuislà)
- 2020: Achtung Lebensgefahr! – LGBT in Tschetschenien (Welcome to Chechnya, Dokumentarfilm)
- 2020: Persischstunden
- 2020: Der Nachtarzt (Médecin de nuit)
- 2020: Gagarin – Einmal schwerelos und zurück (Gagarine)
- 2020: The Undoing (Miniserie, 6 Episoden)
- 2021: My Sunny Maad
- 2021: Die Welt wird eine andere sein
- 2021: Murina
- 2021: Scenes from a Marriage (Miniserie, 4 Episoden)
- 2021: Das Ereignis (L’événement)
- 2021: Sentinelle Sud
- 2022: Oussekine (Miniserie, 4 Episoden)
- 2022: La gravité
- 2022: Der innere Winter (Esprit d’hiver, Miniserie, 3 Episoden)
- 2022: Dieser eine Sommer (Cet été-là)
- 2023: Baby to Go (The Pod Generation)
- 2023: Duell der Besten (Une question d’honneur)
- 2023: Vivants
- 2024: Architecton (Dokumentarfilm)
- 2024: Rentierbaby (Baby Reindeer, Miniserie, 7 Episoden)
- 2024: La Pampa
- 2024: Becoming Karl Lagerfeld (Miniserie, 6 Episoden)
- 2024: Wenn der Herbst naht (Quand vient l’automne)
- 2024: Emmanuelle
- 2024: Kraven the Hunter